# Суперприз Бахрейна
Суперприз Бахрейна — соревнование для автомобилей класса Формула-3, проводимое по ходу сезона на одной из трасс планеты при поддержке ФИА.
Пять из шести гонок прошли на уличной трассе в южнокорейском городе Чханвон.

## История соревнования
Соревнование под именем Суперприз Кореи задумано накануне сезона-1999 как часть осеннего отрезка календаря соревнований автомобилей класса Формула-3. Наряду с Гран-при Макао гонка должна была стать смотром лучших молодых пилотов, принимающих участие в этой категории гонок машин с открытыми колёсами.
Дальневосточная суперсвязка просуществовала пять лет, пока в 2004 году корейское соревнование не сменило прописку, переехав в куда более близкий и дешёвый для европейского автоспорта Бахрейн. На новом месте соревнование не прижилось и уже на следующий год было отменено окончательно.
Накануне сезона-2010 в прессе стали распространяться слухи о возрождении Суперприза Кореи, но уже на новом месте — владельцы свежепостроенного автодрома в Йонаме при поддержке ФИА пытались заполучить себе ещё одно крупное автоспортивное соревнование. Однако в последний момент соревнование дважды отменялось.

## Статистические лидеры прошедших соревнований
| Год                | Победитель       | Поул-позиция     | Быстрый круг   |
| ------------------ | ---------------- | ---------------- | -------------- |
| Суперприз Кореи    |                  |                  |                |
| 1999               | Даррен Мэннинг   | Даррен Мэннинг   | Даррен Мэннинг |
| 2000               | Нараин Картикеян | Нараин Картикеян | н/д            |
| 2001               | Жонатан Коше     | Жонатан Коше     | н/д            |
| 2002               | Оливье Пла       | Оливье Пла       | Брюс Жуанни    |
| 2003               | Ричард Антинуччи | Льюис Хэмилтон   | Джеймс Куртни  |
| Суперприз Бахрейна |                  |                  |                |
| 2004               | Льюис Хэмилтон   | Джейми Грин      | Джейми Грин    |